# Gerbillurus
A Gerbillurus az emlősök (Mammalia) osztályának a rágcsálók (Rodentia) rendjébe, ezen belül az egérfélék (Muridae) családjába tartozó nem.

## Rendszerezés
A nembe az alábbi 3 alnem és 4 faj tartozik:
- Gerbillurus Shortridge, 1942
  - Gerbillurus setzeri Schlitter, 1973
  - Gerbillurus vallinus Thomas, 1918 - típusfaj
- Paratatera Petter, 1983
  - Gerbillurus tytonis Bauer & Niethammer, 1960
- Progerbillurus Pavlinov, 1982
  - fokföldi futóegér (Gerbillurus paeba) A. Smith, 1836